# Agustinas de Nuestra Señora de la Consolación
La Congregación de Hermanas Agustinas de Nuestra Señora de la Consolación (oficialmente en inglés: Congregation of Augustinian Sisters of Our Lady of the Consolation) es una congregación religiosa católica femenina de derecho pontificio, fundado por las religiosas españolas Joaquina  e Inés Barceló Pagés en Manila (Filipinas), en 1902. A las religiosas de este instituto se les conoce como Hermanas agustinas de Nuestra Señora de la Consolación o agustinas de la Consolación, o  simplemente como agustinas filipinas y posponen a sus nombres las siglas de la Orden de San Agustín: O.S.A., o las de la propia congregación A.S.O.L.C.

## Historia
Los misioneros agustinos que trabajaban en la diócesis de Manila, en Filipinas, en tiempos del terremoto de 1863, pidieron al obispo que llevara también religiosas agustinas para la atención de las escuelas de los niños abandonados y huérfanos. El 6 de febrero de 1883, llegaron a Manila las primeras cuatro religiosas, provenientes del monasterio de las Beatas Agustinas de Barcelona (España), bajo la guía de Inés Barceló Pagés. A estas se sumarían otras dos religiosas procedentes del mismo monasterio, entre ellas la postulante Joaquina María Mercedes Barceló Pagés, hermana de la superiora.
El 29 de abril de 1883, las agustinas se hicieron cargo del orfanato fundado por los agustinos en Mandaluyong; más tarde abrieron dos casas para hacer vida comunitaria. A causa de los problemas de salud por las fuertes temperaturas de Filipinas, todas las monjas, excepto las hermanas Barceló, se regresaron a España. A falta de religiosas, las hermanas comenzaron a aceptar candidatas filipinas con las cuales inició a crecer la congregación. En principio las religiosas que se quedaron en Filipinas no tenían pretensiones de fundar una nueva congregación, de hecho se hizo lo posible por unir la nueva realidad con las Agustinas Misioneras, las cuales enviaron dos religiosas más para apoyar la misión.
A causa de la revolución contra los españoles, el provincial temía por la seguridad de las monjas españolas y decidió regresarlas a España y a las candidatas filipinas enviarlas a sus respectivas familias. Sin embargo las religiosas españolas se negaron y buscaron la ayuda del obispo de Manila, Bernardino Nozadela, pasando entonces a la jurisdicción de dicho obispo. Sin casas las religiosas se tuvieron que refugiar en el convento de las Hijas de la Caridad de Looban. Hasta que el 13 de marzo de 1899 con aprobación del obispo se mudaron a una casa propia en Sampaloc, donde reiniciaron sus actividades. En 1901, fundaron el Colegio de la Consolación, a partir de entonces el obispo pensó en arreglar la situación jurídica de las religiosas, reconociéndolas como una congregación independiente el siguiente año. El Colegio se convirtió en la casa madre del instituto, el cual reconoce a las hermanas Barceló como a sus fundadoras. Joaquina fue la primera superiora de la comunidad y la primera de la congregación.
El instituto fue aprobado y agregado a la Orden de San Agustín el 31 de mayo de 1902. El arzobispo de Manila, Michele O'Doherty lo aprobó como congregación de derecho diocesano el 25 de abril de 1928, mientras que la aprobación pontifica la recibió el 18 de marzo de 1952, con la cual pasó a ser una congregación de derecho pontificio.

## Organización
La Congregación de las Agustinas de Nuestra Señora de la Consolación es un instituto religioso centralizado, cuyo gobierno lo ejerce la superiora general. Cargo que ostenta actualmente la religiosa Niceta Vargas. La sede central se encuentra en Manila.
Las agustinas filipinas se dedican a la educación cristiana de la juventud, especialmente de los niños abandonados y huérfanos, en sus centros de enseñanza, colegios u orfanatos. Por su espiritualidad agustina están abiertas también al campo de las misiones y a la pastoral parroquial. El hábito de las religiosas es una túnica gris y velo negro, aunque en regiones calientes se permite vestir de blanco.
En 2015, las agustinas de la Consolación eran unas 230 religiosas y tenían 50 comunidades, presentes en Australia, Canadá, España, Filipinas, Indonesia, Italia, Tailandia y Taiwán.